# Michael van de Loo
Michael van de Loo (* 1. Juni 1957 in Uerdingen) ist ein ehemaliger deutscher Fußballspieler, der während seiner gesamten Karriere als Profi für Bayer 05 Uerdingen spielte.
Van de Loo absolvierte von 1978 bis 1983 zwei Bundesliga- und 26 Zweitligaspiele (1 Tor). In den Jahren 1980 bis 1983 gehörte er nicht zum Profikader, sondern der 1. Amateurmannschaft an. Von 1983 bis 1987 spielte er für Viktoria Goch, wo er seine aktive Laufbahn im Alter von 30 Jahren beendete.

## Berufliches
Michael van de Loo ist seit seinem 19. Lebensjahr beim Chempark am Standort Krefeld-Uerdingen beschäftigt.

## Statistik
- Bundesliga (2 Spiele/0 Tore)
- 2. Bundesliga (26/1)